# Ciudadanos
Ciudadanos-Partido de la Ciudadanía (katalanska: Ciutadans-Partit de la Ciutadania, 'Medborgare-Medborgarskapspartiet', Cs) är ett spanskt politiskt parti grundat 2006. Det har sitt ursprung i Katalonien, där det bildades 2005 som en medborgarplattform under namnet Ciutadans de Catalunya.
Under 2010-talet har partiet lanserat sig som riksparti med delvis samma agenda som från början baskiska UPyD. Vid de spanska parlamentsvalen 2015 och 2015 blev Cs fjärde största parti. I 2017 års parlamentsval i Katalonien blev partiet det största i parlamentet. Den kraftiga tillbakagången i de spanska parlamentsvalen i november 2019 ledde dock till partiledarbyte – från Albert Rivera till Inés Arrimadas – och jämförelser just med ovannämnda UPyD och dess politiska kräftgång.

## Historik

### Bakgrund
Partiet grundades som en medborgarplattform 2005 under namnet Ciutadans de Catalunya, med Josep Taradellas som initiativtagare.
Ciudadanos hade sedan grundandet Albert Rivera som partiledare, och det ställde för första gången upp i val i de katalanska regionalvalen 2006. Partiet grundades som ett katalanskt parti som motsatte sig katalansk nationalism. Där ställde man sig vid sidan av de ledande regionala partierna och koalitionerna till höger (CiU) och vänster (ERC), som båda strävade för ett större katalanskt självstyre i relation till den spanska staten.

### Regionala och europeiska framgångar
Partiet har sedan grundandet utvecklats till en viktig politisk kraft i Katalonien, dock utan att kunna delta i bildandet av någon regional regering. Vid regionalvalen 2006 och 2010 erövrades båda gångerna 3 (av totalt cirka 130) mandat i Kataloniens parlament, vid valen 2012 erhölls 9 mandat och vid valen 2015 hela 25 mandat.
Vid regionvalen 2015, där Cs blev näst största politiska kraft i parlamentet (efter den katalanistiska koalitionen Junts pel Sí) leddes partiet av Inés Arrimadas. Efter 2015 års regionalval leder Ciudadanos den parlamentariska oppositionen mot den katalanska regionregeringens försök att genomdriva en unilateralt utropad självständighet för Katalonien gentemot Spanien.
Under tidiga år satsade partiet främst på katalansk politik och – i viss mån – på Europaparlamentet. Vid 2014 års val till Europaparlamentet uppnådde Cs knappt 500 000 röster och 2 mandat.

### Utveckling till riksparti
Under 2010-talet har Ciudadanos alltmer lanserat sig som ett parti inom spansk rikspolitik, och man marknadsför sig allt oftare som Ciudadanos istället för det katalanska Ciutadans. Vid de spanska parlamentsvalen 2008 erhöll partiet endast 46 000 röster och utan att erövra något mandat. 2014 gjorde man en ny och mer framgångsrik satsning, genom att liera sig med ett antal medborgarplattformar i andra spanska regioner. Ett mängd korruptionsaffärer med inblandning av både Partido Popular och PSOE gynnade nystartade alternativ till de två dominerande spanska rikspartierna; hösten samma år nådde även nystartade vänsterpartiet Podemos stora framgångarna i väljaropinionen.

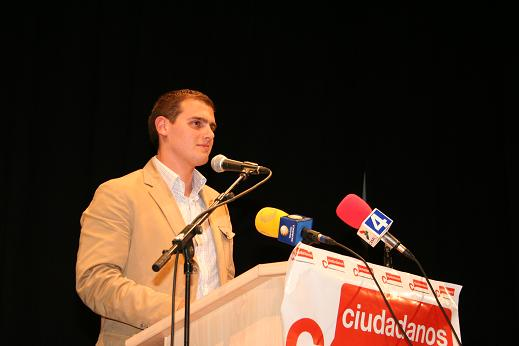
Albert Rivera – partiledare 2006–2019 – vid ett politiskt möte i Salamanca 2007.

I de spanska parlamentsvalen i december 2015 erövrade Albert Riveras parti 40 av de 350 mandaten i Deputeradekammaren, efter att under året legat på en väljarandel på uppemot 20 procent i opinionsundersökningarna. Framgångarna för Ciudadanos och Podemos (fjärde respektive tredje största parti) bidrog dock till att göra den spanska regeringsbildningen till en komplicerad historia. Podemos hade förbundit sig att stödja en katalansk folkomröstning om självständighet, något som inget av de tre andra stora partierna kunde acceptera. Cs deltog i försök till regeringsbildningar med både PP och PSOE, men i ingetdera fallen lyckades regeringsförsöken få majoritet i parlamentet.
Vid regionalvalen våren 2015 erövrade Ciudadanos mandat i majoriteten av de spanska regionala parlamenten. I nio av regionalvalen placerade Cs sig som fjärde största parti, i tre av valen som femte största parti.
Vid nyvalen till Spaniens parlament i juni 2016 förlorade Podemos 8 mandat i Kongressen, samtidigt som PP vann tillbaka 14 av sina tidigare förlorade mandat. Efter valen deltog Cs i slutet av augusti i ett försök till regeringsbildning ihop med PP, vilken dock misslyckades att få parlamentarisk majoritet.

### Senare års fram- och motgångar

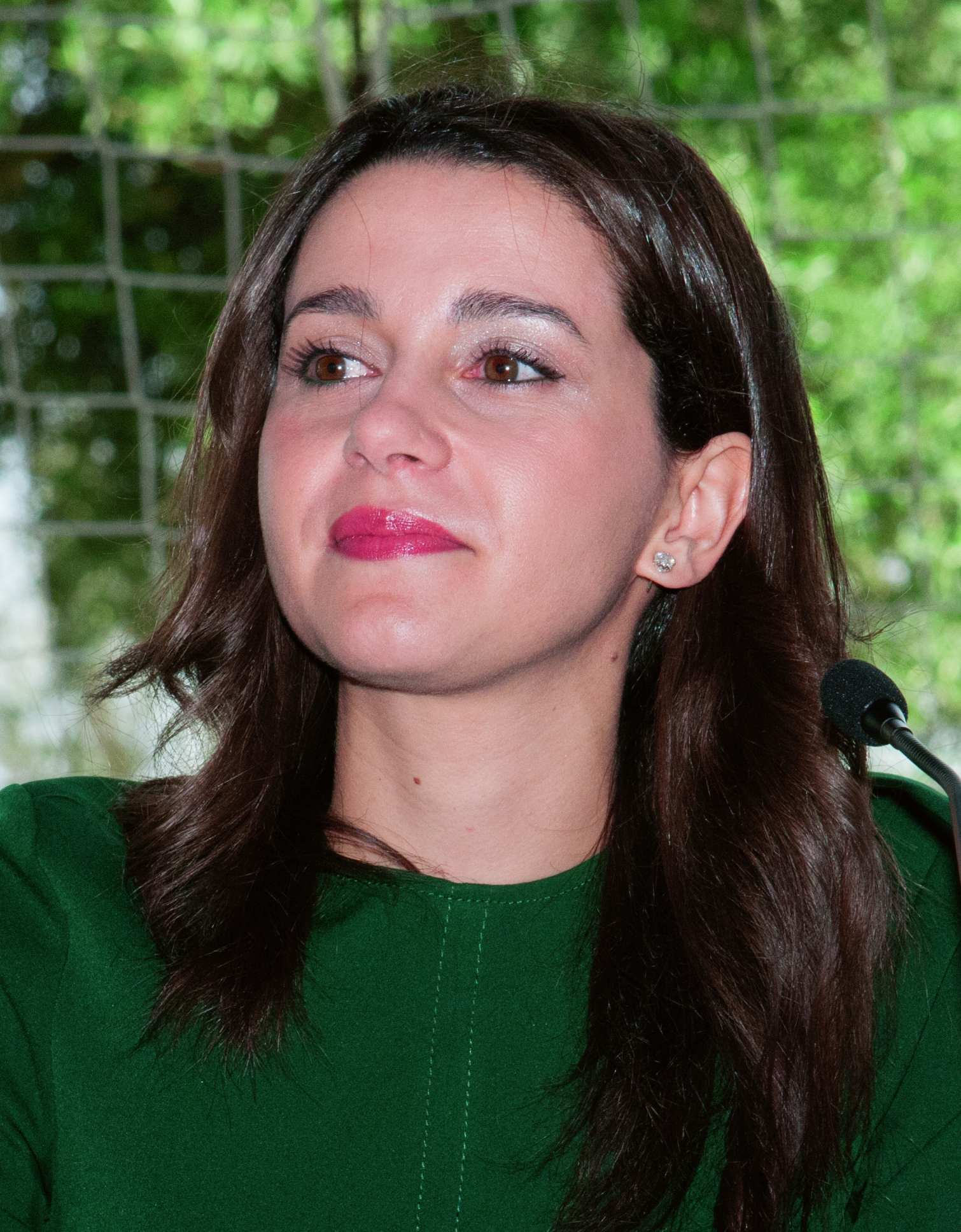
Inés Arrimadas, partiledare sedan 2020.

Vid 2017 års katalanska parlamentsval röstades Ciudadanos fram som största parti. Trots partiframgången lyckades man inte bilda en regionregering, eftersom de totala styrkeförhållandena mellan självständighetspartier och "konstitutionalister" var oförändrade.
De tidigare framgångarna på riksplanet stannade av i slutet av 2010-talet. I ett försök att nå den spanska regeringsmakten lierade man sig med PP och högerextrema Vox i olika region- och riksval under 2019. I bland annat Andalusien och Madrid lyckades trepartikoalitionen överta regeringsmakten i regionen respektive kommunen. Vid valet till Spaniens kongress i november 2019 förlorade dock Cs större delen av sitt väljarstöd till PP och Vox, samtidigt som PSOE i koalition med Podemos och med stöd av ett antal regionala partier lyckades behålla regeringsmakten. Rivera avgick som partiledare, och partiledarvalet i mars 2020 vanns av Inés Arrimadas.

## Politik
Ciudadanos började som ett regionalt parti med anti-regionalistisk inriktning. Det lanserade sig därefter som ett riksparti, i försöken att nå en position som en "tredje kraft" vid sidan av de två stora spanska partierna PP och PSOE. Den utvecklingen kan jämföras med UPyD, som med en liknande politik och politisk bas i Baskien under 00-talet lanserade sig på riksplanet. UPyD har därefter haft svårt att hävda sig både lokalt och på riksnivå, och man har delvis förlorat sitt väljarstöd till nyare politiska krafter som Ciudadanos. På senare tid har Ciudadanos utvecklats till ett borgerligt liberalkonservativt parti med nationalistiska och populistiska inslag.
Även Ciudadanos dock fått se sitt spanska väljarstöd minska mellan 2015 och 2016. Jämförelserna med UPyD har senare fortsatt, inte minst efter partiets kraftiga tillbakagång och marginalisering på riksplanet hösten 2019.